# AppRemover
AppRemover — безкоштовна утиліта з закритим вихідним кодом для видалення всіх слідів антивірусів, брандмауерів і антишпигунського програмного забезпечення в операційних систем сімейства Microsoft Windows, розроблена компанією OPSWAT.